# William B. Washburn

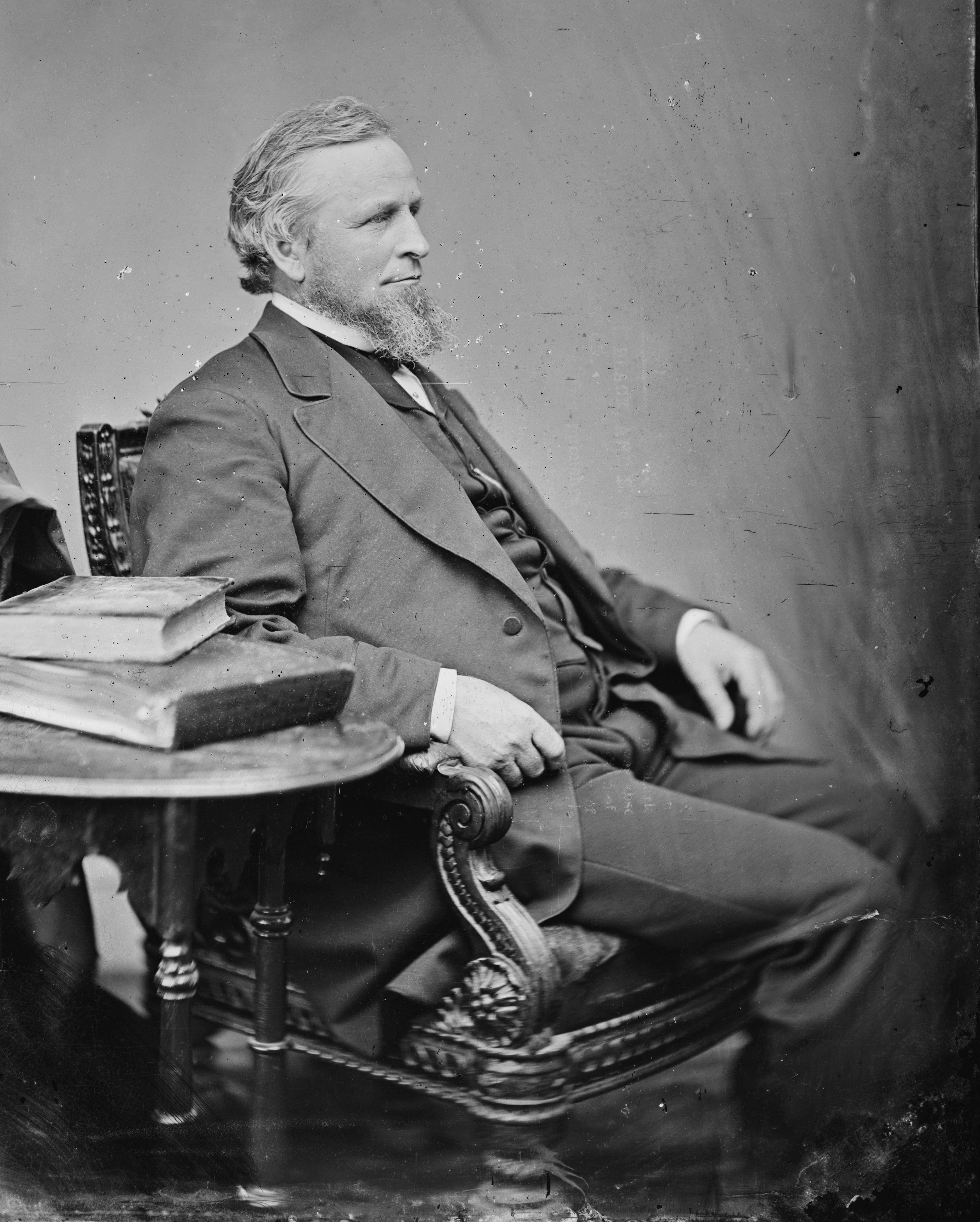
William B. Washburn

William Barrett Washburn (* 31. Januar 1820 in Winchendon, Worcester County, Massachusetts; † 5. Oktober 1887 in Springfield, Massachusetts) war ein US-amerikanischer Politiker und von 1872 bis 1874 Gouverneur des Bundesstaates Massachusetts. Außerdem vertrat er seinen Staat in beiden Kammern des US-Kongresses.

## Frühe Jahre und politischer Aufstieg
William Washburn besuchte die Westminster Academy und die Hancock Academy. Danach studierte er bis 1844 an der Yale University. Anschließend arbeitete er als Ladenangestellter und im Handwerk. Später stieg er auch in das Bankgeschäft ein. Im Jahr 1850 wurde er für eine Legislaturperiode in den Senat von Massachusetts gewählt. Von 1853 bis 1855 war er Abgeordneter im Repräsentantenhaus des Staates. In den folgenden Jahren widmete er sich in Greenfield seinen Bankgeschäften.

## Kongressabgeordneter und Gouverneur
Washburn wurde Mitglied der Republikanischen Partei. Zwischen dem 4. März 1863 und dem 5. Dezember 1871  vertrat er seinen Staat im US-Repräsentantenhaus. Dort war er zeitweise Vorsitzender des Ausschusses, der sich mit Ansprüchen an die Regierung befasste (Committee on Claims). Nachdem er am 7. November 1871 als Kandidat seiner Partei zum Gouverneur seines Staates gewählt worden war, legte er am 5. Dezember dieses Jahres sein Mandat im Kongress nieder. In den Jahren 1872 und 1873 wurde Washburn als Gouverneur von den Wählern bestätigt. Damit konnte er dieses Amt zwischen dem 4. Januar 1872 und dem 17. April 1874 ausüben. In dieser Zeit wurde die Verfassung von Massachusetts reformiert und der Ausbau des Eisenbahnnetzes vorangetrieben. Auch das Bildungssystem wurde verbessert, indem eine Frauenschule und eine Ausbildungsstätte für Lehrer gegründet wurden. Nach dem Tod des US-Senators Charles Sumner wurde Washburn zu dessen Nachfolger gewählt. Daraufhin trat er am 17. April 1874 als Gouverneur zurück.

## US-Senator
Im US-Senat diente Washburn zwischen dem 17. April 1874 und dem 3. März 1875. Er war in keinem bedeutenden Ausschuss vertreten und übergab sein Mandat im März 1875 an den gewählten Nachfolger Henry L. Dawes. Nach seiner Zeit im Senat zog sich Washburn aus der Politik zurück. Er wurde Präsident der Greenfield National Bank und Kurator mehrerer Bildungsanstalten. Außerdem war er Direktor bei der Eisenbahngesellschaft Connecticut River Railroad. William Washburn starb im Oktober 1887. Er war mit Hannah Sweetser verheiratet.